# Il forte delle amazzoni
Il forte delle amazzoni (The Guns of Fort Petticoat) è un film del 1957 diretto da George Marshall.

## Trama
Un tenente, disertore dell'esercito nordista durante la Guerra di Secessione Americana, si incarica di proteggere le donne che, rimaste sole, sono alla mercé degli indiani. Per tenerle al sicuro le porta in un forte abbandonato e insegnerà loro come usare le armi per difendersi dagli attacchi dei pellerossa.